# Al Dubin
Alexander „Al“ Dubin (* 10. Juni 1891 in Zürich, Schweiz; † 11. Februar 1945 in New York City) war ein amerikanischer Liedtexter. Er wurde durch seine Zusammenarbeit mit dem Komponisten Harry Warren bekannt. Aus ihrem Repertoire stammen viele Klassiker des Great American Songbook, etliche Songs wurden später zu Jazz-Standards.

## Leben und Wirken
Al Dubin stammt aus einer jüdisch-russischen Familie, die in die USA auswanderte, als er zwei Jahre alt war. Er wuchs in Philadelphia auf. Nach Wunsch seiner Eltern sollte Dubin eine akademische Laufbahn einschlagen, wurde jedoch 1911 relegiert, woraufhin er nach New York ging. Dort arbeitete er als Songwriter und Texter bei verschiedenen Tin-Pan-Alley-Musikverlagen. Während des Ersten Weltkrieges leistete er 1917/18 seinen Kriegsdienst. 1921 konnte er seinen ersten Titel in der Revue Greenwich Village Follies unterbringen. 1927 schrieb Dubin zusammen mit dem Komponisten J. Fred Coots seinen ersten kompletten Score für ein Broadway-Musical.
Der Erfolg stellte sich Ende der 1920er mit seinem Weggang nach Hollywood ein. Dort arbeitete er anfänglich mit dem Komponisten Joe Burke; zusammen schrieben sie Songs für Filme bzw. Filmmusicals, darunter Hits wie Tip Toe Through the Tulips with Me (aus Gold Diggers of Broadway, 1929), Love Will Find A Way (1929) und Dancing With Tears in My Eyes (1930).
1932/33 begann die Zusammenarbeit mit Harry Warren, die bis 1938 andauerte; es entstand eine Reihe von Songs für Filme bzw. Filmmusicals. Zu den bekanntesten zählen Die 42. Straße aus dem Jahr 1933 (das Hits wie Forty-Second Street, Shuffle Off to Buffalo, Young and Healthy, You’re Getting To Be A Habit With Me enthält), sowie die 1930er Gold Diggers-Filme (Goldgräber von 1933, Gold Diggers of 1935, Gold Diggers of 1937, Gold Diggers in Paris (1938)).
Dubin und Warren schrieben eine Vielzahl von Hits, u. a.: The Gold Diggers’ Song (We’re in the Money) und Shadow Waltz (1933), The Boulevard of Broken Dreams und I Only Have Eyes For You (1934), Go Into Your Dance, About a Quarter to Nine und Lulu’s Back in Town (1935), With Plenty of Money and You, September in the Rain und Remember Me? (1937).
Für den Titel Lullaby Of Broadway aus dem Filmmusical Gold Diggers of 1935 erhielten Dubin und Warren 1936 den Oscar für den besten Song.
In den 1940ern fuhr Dubin fort für den Film zu arbeiten, textete aber auch für den Broadway. Er schrieb u. a. für Kompositionen von James V. Monaco (We Mustn’t Say Goodbye), Jimmy McHugh (South American Way), Will Grosz (Along the Santa Fe Trail) und Duke Ellington (I Never Felt This Way Before).
Dubin starb im Alter von 53 Jahren infolge seines ausschweifenden Lebensstils. Er war zweimal verheiratet; aus erster Ehe stammt die Tochter Patricia Dubin.
Im Jahr 1970 wurde er in die Songwriters Hall of Fame aufgenommen.
1980 brachte der Produzent David Merrick eine Adaption des 1930er Jahre-Filmmusicals mit außerordentlichem Erfolg an den Broadway: 42nd Street (Musical).